# 群山月明綜合運動場棒球場
群山月明綜合運動場棒球場（：／ Gunsan-wolmyeong jonghab-undongjang yagujang），是韓國的一座棒球場，位於全羅北道群山市，於1989年5月落成啟用。1990年至1999年做為韓國職棒雙鈴突擊者的準主場，2001年至2013年是韓國職棒起亞虎的主場。2014年起亞虎主場遷至新落成的光州起亞冠軍球場之後，韓國職棒的一軍未在此球場進行賽事，僅二軍比賽偶而在此舉行。

## 外部連結
- 群山月明綜合運動場棒球場在台灣棒球維基館上的頁面（繁體中文）